# Schloßsee (Buggenhagen)
Der Schloßsee (Buggenhagen) ist ein See in der Gemeinde Buggenhagen im Landkreis Vorpommern-Greifswald. Er liegt östlich des Ortes. Das Ufer ist fast vollständig mit Schilf bewachsen, lediglich am Südufer befindet sich ein kleiner, nicht bewachsener Bereich. Am Westufer steht in einem Park das Herrenhaus Buggenhagen. Von dort aus ist jedoch kein Zugang möglich. Der See hat eine Nord-Süd-Ausdehnung von etwa 550 Metern und eine West-Ost-Ausdehnung von etwa 190 Metern. Der Wasserspiegel liegt, bezogen auf den Amsterdamer Pegel, einen halben Meter unter dem des Meeres.